# Ephel Duath (musikgrupp)
Ephel Duath var ett italienskt band som spelade progressive metal/jazzmetal. Gruppen bildades 1998 i Padova. Namnet kommer från en fiktiv bergskedja ur J.R.R Tolkiens Sagan om Ringen-serie.
Bandets medlemmar hade diversifierad musikalisk bakgrund (hardcoreounk, jazz, blues, funk, och progressiv rock), något som tydligt influerade musiken.
Davide Tiso kungjorde 5 december 2014 att Ephel Duath var upplöst. Han angav djupt personliga skäl som orsak till upplösningen.

## Medlemmar
Senaste medlemmar
- Davide Tiso – gitarr, keyboard, sång, basgitarr (1998–2014)
- Marco Minnemann – trummor (2008–2009, 2011–2014)
- Karyn Crisis – sång (2011–2014)
- Bryan Beller – basgitarr (2012–2014)

Tidigare medlemmar
- Giuliano Mogicato – gitarr, basgitarr, sång, synthesizer, sampling (1998–2001)
- Davide Piovesan – trummor (2003–2006)
- Davide Tolomei – sång (2003–2004)
- Riccardo Pasini – keyboard (2003–2005)
- Luciano George Lorusso – sång (2003–2008)
- Fabio Fecchio – basgitarr (2006)
- Sergio Ponti – trummor (2006–2007)
- Guillermo Gonzalez – sång (2008–2009)

Turnerande medlemmar
- Andrea Rabuini – trummor (2007–2009)
- Demetrio Scopelliti – gitarr (2012)

## Diskografi
Demo
- Opera (1998)

Studioalbum
- Phormula (2000)
- Rephormula (2001)
- The Painter's Palette (2003)
- Pain Necessary to Know (2005)
- Pain Remixes the Known (2007) (remixalbum av Pain Necessary to Know)
- Through My Dog's Eyes (2009)
- Hemmed by Light, Shaped by Darkness (2013)

EP
- On Death and Cosmos (2012)